# Мария-Жозефа Саксонска
Мария-Жозефа Ветин-Саксонска (* 7 декември 1803 – 18 май 1829) е саксонска принцеса от рода Ветини и кралица на Испания, съпруга на крал Фернандо VII Испански.

## Биография
Мария-Жозефа е родена на 7 декември 1803 в Дрезден като Мария Жозефа Амалия Беатрикс Ксаферия Винченция Алоиза Франциска де Палуа Франциска де Кантал Анна Аполония Йохана Непомуцена Валбурга Терезия Амброзия, принцеса на Саксония (на немски: Maria Josepha Amalia Beatrix Xaveria Vincentia Aloysia Franziska de Paula Franziska de Chantall Anna Apollonia Johanna Nepomucena Walburga Theresia Ambrosia, Prinzessin von Sachsen). Тя е дъщеря на принц Максимилиан Саксонски и принцеса Каролина Бурбон-Пармска, която е дъщеря на херцог Фердинанд I Пармски. Мария-Жозефа получава строго възпитание в католически манастир.
На 20 октомври 1819 г., Мария-Жозефа се омъжва за испанския крал Фернандо VII и е коронована за кралица на Испания. В Испания новата кралица прекарва повечето си време в двореца Аранхуес. Строгото католическо възпитание на кралицата ѝ създава проблеми в интимните контакти със съпруга ѝ. Така Мария-Жозефа не ражда наследници на Фернандо VII.
Мария-Жозефа умира на 18 май 1829 г. в Аранхуес. Погребана е в криптата на двореца Ескориал край Мадрид.